# Esametonio
L'esametonio è un bloccante gangliare, ovvero un antagonista competitivo dell'acetilcolina per il recettore nicotinico nACh (α3)2(β4)3 ed agisce sui gangli del sistema nervoso autonomo. È selettivo nei confronti di tale recettore gangliare, mentre non ha azione sul recettore nicotinico della placca motrice, né sui recettori muscarinici.

## Farmacologia
Agisce sui recettori delle sinapsi pregangliari sia del sistema nervoso parasimpatico sia del sistema nervoso simpatico, entrambi presentanti recettori ionotropici per l'acetilcolina. A livello postgangliare invece, l'esametonio non ha alcun effetto in quanto il neurotrasmettitore per il sistema simpatico è la noradrenalina mentre per il parasimpatico è sempre l'acetilcolina, ma con recettori di tipo muscarinico.

## Uso
In passato è stato usato nel trattamento di alcune patologie del sistema nervoso periferico, come l'ipertensione cronica. La non-specificità del trattamento ne ha portato all'abbandono.